# Acris crepitans
Espèce
Statut de conservation UICN

 LC  : Préoccupation mineure
Acris crepitans est une espèce d'amphibien de la famille des Hylidae. Elle a pour nom vernaculaire en français rainette grillon ou plus précisément rainette grillon boréale ou rainette grillon du nord. Contrairement à d'autres rainettes, cette espèce n'est pas arboricole. 

## Répartition
Cette espèce se rencontre :
- aux États-Unis dans l'est des Rocheuses au Nouveau-Mexique, au Colorado, au Texas, au Oklahoma, au Nebraska, au Dakota du Sud, au Minnesota, au Wisconsin, en Iowa, au Missouri, en Arkansas, en Louisiane, au Mississippi, en Alabama, au Tennessee, au Kentucky, au Illinois, au Indiana, au Michigan, en Ohio, en Pennsylvanie, au Delaware, au Maryland, au New Jersey et dans l'État de New York, en Virginie, en Virginie-Occidentale, en Caroline du Nord, en Caroline du Sud, en Géorgie, en Floride ;
- au Mexique dans le nord du Coahuila, dans le nord du Nuevo León et dans le nord du Tamaulipas.

## Description

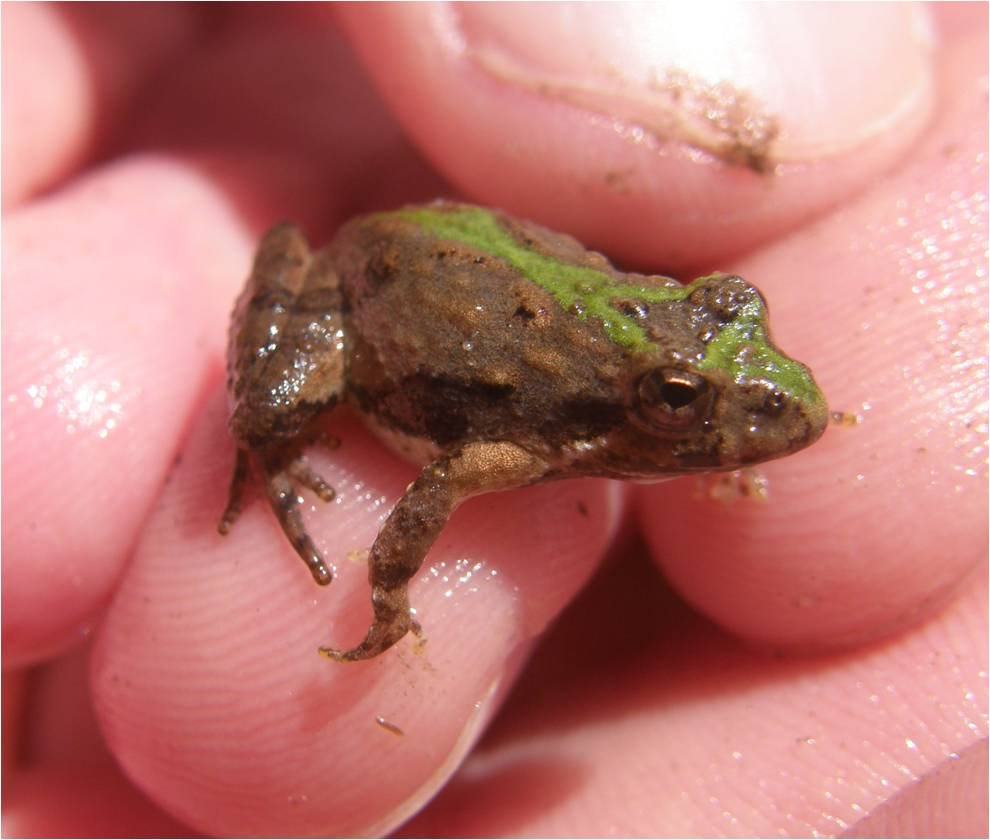
Acris crepitans

Acris crepitans est une petite rainette (19 à 38 mm). Leur coloration est très variable (gris, vert, brun...) avec généralement des taches irrégulières. En général les pattes présentent des rayures foncées et une ligne blanche part de l'œil jusqu'à la base de la patte arrière.

## Comportement - Régime alimentaire
Il s'agit d'une espèce diurne, active durant une grande partie de l'année à l'exception de la période hivernale dans les zones les plus nordiques lorsque l'eau est gelée.
Acris crepitans se nourrit de petits insectes, y compris des moustiques. À son tour, cette rainette est la proie de nombreux prédateurs (oiseaux, poissons, serpents, autres grenouilles...). Pour leur échapper elle est capable de faire des bonds d'un mètre et s'avère être une excellente nageuse.

## Reproduction
Le cri du mâle ressemble à celui des grillons, ce qui est à l'origine de leur nom commun. La ponte a lieu en général d'avril à août. Les œufs sont pondus un par un et restent attachés à la végétation ou sont dispersés au fond d'une cuvette d'eau naturelle. Les têtards qui mesurent jusqu'à 14 mm éclosent en seulement quelques jours et se métamorphosent à l'automne. La maturité sexuelle est habituellement atteinte dans l'année.

## Écologie
Ces rainettes sont de précieux indicateurs de la qualité de l'eau et d'une manière générale de l'environnement dans lequel elles vivent. Depuis les années 1970, les populations d'amphibiens sont en régression, sans doute à cause de l'usage accru d'engrais et de pesticides. A. crepitans blanchardi est considéré comme espèce en danger dans l'État du Michigan et A. crepitans crepitans fait partie de la liste des espèces en voie de disparition dans l'État de New-York.

## Effets du rayonnement UV

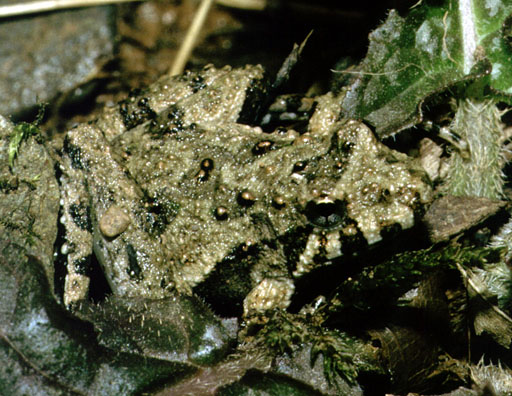
Acris crepitans

Il a été démontré que le développement de cette rainette est souvent altéré par une exposition au rayonnement ultraviolet, en particulier UV-B. Les études ont prouvé que le rayonnement UV-B a eu un impact significatif sur les populations d'A. crepitans, entraînant leur disparition de certaines zones notamment les plus nordiques. Ceci pour plusieurs raisons, d'une part le fait que les œufs étant pondus plus près de la surface sont davantage exposés aux UV-B (moins arrêtés par l'eau). D'autre part, ils ne se protègent pas les uns les autres car isolés et non pondus en grappe (pas d'effet d'"ombrage"). Enfin, les pontes intervenant plus tard dans la saison, les œufs sont soumis à une exposition plus longue aux UV-B.

## Sous-espèces
Après des analyses moléculaires faites par Gamble, Berendzen, Shaffer, Starkey et Simons en 2008, cette espèce ne comporte plus de sous-espèces 
- Acris crepitans blanchardi Harper, 1947 a été élevé au rang d'espèce Acris blanchardi
- Acris crepitans paludicola Burger, Smith & Smith, 1949 est maintenant un synonyme de Acris blanchardi

## Publication originale
- Baird, 1854 : Descriptions of new genera and species of North American Frogs. Proceedings of the Academy of Natural Sciences of Philadelphia, vol. 7, p. 59–62  (texte intégral).